# Aproximante lateral retrofleja sonora
la Aproximante lateral retrofleja sonora es un tipo de sonido consonántico utilizado en algunos idiomas hablados . El símbolo en el Alfabeto Fonético Internacional que representa este sonido es ⟨ ɭ  ⟩.

## Características
•Su modo de articulación es aproximada , lo que significa que se produce al estrechar el tracto vocal en el lugar de la articulación, pero no lo suficiente como para producir una corriente de aire turbulenta .
•Su lugar de articulación es retroflejo , lo que prototípicamente significa que está articulado subapical (con la punta de la lengua doblada hacia arriba), pero más generalmente significa que es postalveolar sin palatalizarse . Es decir, además de la articulación subapical prototípica, el contacto de la lengua puede ser apical (puntiagudo) o laminal (plano).
•Su fonación es sonora, lo que significa que las cuerdas vocales vibran durante la articulación.
•Es una consonante oral , lo que significa que el aire solo puede escapar por la boca.
•Es una consonante lateral , lo que significa que se produce al dirigir la corriente de aire sobre los lados de la lengua, en lugar de hacia el medio.
•El mecanismo de la corriente de aire es pulmonar , lo que significa que se articula empujando el aire únicamente con los músculos intercostales y el diafragma , como en la mayoría de los sonidos.

## Ocurre en
La Aproximante lateral retrofleja sonora aparece en los idiomas canarés, guyaratí, kanamarí, francés, feroés, Panyabí, Télugu, maldivo, janti, baskir, tamil, sánscrito, oriya, Miyako, coreano, mapuche, malabar, noruego, sueco, marati, rayastani y paiwan.